# Oak Creek Apaši
Oak Creek Apaši, banda Northern Tonto Indijanaca koja je obitavala s Yavapai Indijancima u području Oak Creeka u današnjem okrugu Coconino u Arizoni južno od Flagstaffa. Naselja u kojima su živjeli i bavili se uzgojem kukuruza, graha i drugoga, kasnije će postat poznato kao Indian Gardens.  
Godine 1876. general Crook preselio je ove Apaše i Yavapaie na rezervat San Carlos. Uskoro nakon preseljenja Indijanaca na njihovo područje dolazi prvi bijeli naseljenik, izvjesni James J. Thompson koji je ovo mjesto zbog pronađenih nasada koja je našao iza njih prozvao Indian Gardens.